# Potrero de Campa
Potrero de Campa är en ort i Mexiko.   Den ligger i kommunen El Oro och delstaten Durango, i den centrala delen av landet, 900 km nordväst om huvudstaden Mexico City. Potrero de Campa ligger 1 590 meter över havet och antalet invånare är 237.
Terrängen runt Potrero de Campa är huvudsakligen kuperad, men åt nordväst är den platt. Potrero de Campa ligger nere i en dal. Runt Potrero de Campa är det mycket glesbefolkat, med 2 invånare per kvadratkilometer. Närmaste större samhälle är General Hermenegildo Galeana, 12,5 km norr om Potrero de Campa. Omgivningarna runt Potrero de Campa är i huvudsak ett öppet busklandskap.